# Avigdor Kohen ben Elija
Avigdor Kohen ben Elija, auch Avigdor ben Elija von Wien genannt (* um 1200 in Italien; gestorben um 1275 in Wien), war ein berühmter Talmudgelehrter im Italien und Österreich des 13. Jahrhunderts.

## Leben
Avigdor ben Elija wurde in Italien geboren und genoss als Schüler des Simḥa bar Šemu’el von Speyer und des Eleazar bar Samuel von Verona eine gute Ausbildung. Er wirkte in Verona, Mantua und Ferrara und unterhielt dort seine eigene gut besuchte Talmudschule, reiste anschließend nach Marburg und blieb dort, bis Isaac ben Mose, der Rabbiner Wiens, verstarb. Als Nachfolger bestimmt, wurde er gebeten, in der Wiener Judengemeinde zu wirken. Diese Periode gilt allgemein als Blütezeit der Wiener Gemeinde und so wurde auch Avigdor ben Elija zu einer wichtigen rabbinischen Figur des Mittelalters. Er führte das italienische und deutsche Talmudwesen in Österreich ein und war einer der Lehrer des Meir von Rothenburg. Er wurde demnach oft von führenden Gelehrten aufgesucht und gelobt.

## Werke
Er schrieb zahlreiche Responsa, also „sche´elot u teschuvot“ (Responsensammlungen, Fragen und Antworten während gerichtlichen Prozessen oder für halachische Angelegenheiten). Viele der Responsen sind in der Responsensammlung des Meir von Rothenburg, Haggahot Maimonijot, wiedergegeben worden. Er verfasste auch Kommentare zur Tora und den Megillot sowie Tosafos über Ketubot und zu Schir ha-Schirim.